# Ловчен
Ловчен (на сръбски: Lovćen) е варовикова планина, т.е. Черната планина, по която Черна гора носи името.
Тя е символът на страната. На върха ѝ е изграден Национален парк Ловчен около мавзолея на Петър II Негош - по проект на Иван Мещрович.
От най-високия Езерски връх се открива невероятна панорама навсякъде. Джордж Бърнард Шоу я нарича Каменно море. На север е Зетската котловина с масива на Проклетия в далечината на североизток. На север и запад е Херцеговина, а на юг Адриатика. В съседство на югоизток остава Румия.